# Bheemanakuppe, Bangalore South
Bheemanakuppe là một làng thuộc tehsil Bangalore South, huyện Bangalore Urban, bang Karnataka, Ấn Độ.